# Бунар и клатно
„Бунар и клатно” (енгл. The Pit and the Pendulum) је приповетка америчког писца Едгара Алана Поа, први пут објављена 1842. године. Прича говори о мукама које трпи заточеник шпанске инквизиције, иако По искривљује неке историјске чињенице. Прича је посебно ефикасна у изазивању страха код читаоца због великог фокусирања на чула, попут звука, која наглашавају њену реалност, за разлику од многих Поових прича које су потпомогнуте натприродним.

## Радња
Неименовани приповедач изведен је пред злокобне судије шпанске инквизиције. По не даје објашњење зашто је тамо или оптужбе по којима му се суди. Пред њим је седам високих белих свећа на столу, а како горе, и његове наде у преживљавање се смањују. Осуђен је на смрт, након чега се онесвестио и касније се пробудио и нашао у потпуно мрачној просторији. Затвореник испрва мисли да је закључан у гробници, али онда открива да се налази у ћелији. Одлучује да истражи ћелију стављајући комад огртача уза зид како би могао да преброји кораке по просторији, али се онесвестио пре него што је могао да измери цео периметар.
Кад се поново пробуди, открива храну и воду у близини. Поново покушава да измери ћелију и открива да периметар мери стотину корака. Док прелази собу, спотакне се о руб огртача и падне, а брада му слети на ивицу дубоке јаме. Схвата да би, да се није спотакнуо, пао у ову јаму.
Након што је поново изгубио свест, приповедач открива да је затвор благо осветљен и да је причвршћен за дрвени оквир на леђима, окренут ка плафону. Изнад њега је слика Оца Времена, са клатном оштрим попут бритве, димензија „једне ноге од рога до рога”. Клатно се љуља напред-назад и полако се спушта, дизајнирано да на крају убије приповедача. Међутим, он је у стању да привуче пацове к себи тако што размаже везе месом које му је остављено за јело. Пацови жваћу каишеве којим је везан, а он се избави непосредно пре него што клатно почне да му се усеца у груди.
Клатно се повлачи у плафон, а зидови се загревају и почињу да се померају један према другом, полако терајући приповедача ка средини просторије и у јаму. Како губи последње упориште и почиње да се преврће, чује урлик гласова и трубу, зидови се увлаче, а рука га вуче на сигурно. Француска војска заузела је град Толедо, а инквизиција је пала у руке непријатеља.

## Инспирација
По је следио устаљени модел писања терора свог доба, често виђен у часопису Blackwood's Magazine. Те приче су се, међутим, често фокусирале на случајне догађаје или личну освету као извор терора. По је можда био инспирисани да се фокусира на наменско безлично мучење делом Историја шпанске инквизиције Хуана Антонија Љорентеа, први пут објављеног 1817. године. Такође се сматра да је Поов „бунар (јама)” инспирисан преводом Курана Џорџа Сејла. По је био упознат са Сејлом, па га је чак и помињао по имену у белешци у својој причи „Хиљаду и друга Шехерезадина прича”. Сејлов превод био је део коментара и, у једној од тих белешки, односи се на наводно уобичајени облик мучења и погубљења где су „[људи] бацани у ужарену ватрену јаму”. Такође се сматра да је По био под утицајем „Гвозденог покрова” Вилијама Мадфорда, приповетке о гвозденој комори за мучење која се смањује механичким деловањем и на крају смрви жртву унутра. По је очигледно добио идеју за скупљајућу комору у „Бунару и клатну” након што је Мадфордова прича објављена у часопису Blackwood's Magazine 1830. године.

## Историјска нетачност
По не покушава да прецизно опише методе шпанске инквизиције и узима значајну драмску слободу са широм историјом заснованом у овој причи. Спасиоце предводи Наполеонов генерал Ласал (који, међутим, није командовао француском окупацијом Толеда), што смешта причу током Шпанског рата за независност (1808–14), вековима након врхунца шпанске инквизиције. Сложена мучења ове приче немају историјске паралеле у активностима шпанске инквизиције у било ком веку, а камоли у деветнаестом, када су за време Карлоса III и Карлоса IV осуђене само четири особе. Инквизиција је, међутим, укинута током периода француске интервенције (1808–13).
Првобитни извор методе мучења шиљатим клатном је један пасус у предговору књиге Историја инквизиције Шпаније из 1826. године, коју је написао шпански свештеник, историчар и активиста Хуан Антонио Љоренте, која се односи на извештај из друге руке самог затвореника пуштеног из тамнице инквизиције у Мадриду 1820. године, који је наводно описао овај метод мучења. Већина савремених извора ово одбацује као фантазију. Једна теорија је да је Љоренте погрешно разумео извештај који је чуо; затвореник је заправо мислио на другу уобичајену методу мучење инквизиције, стрападо, у којој би затвореник имао везане руке на леђима и био подигнут са земље конопцем везаним за руке. Ова метода је била позната и као „клатно”.
По поставља латински епиграф испред приче, описујући га као „четворостих који стоји изнад вратница Дома Јакобинског клуба у Паризу”. Епиграф није смислио По; такав натпис је пријављен, најкасније 1803. године, као састављен са намером (вероватно шаљивом) да се постави на то место, а појавио се, без атрибуције, као занимљивост у часопису Southern Literary Messenger, за који је По писао. Шарл Бодлер, француски песник који је преводио Поова дела на француски и који је био инспирисан Поом, рекао је да зграда на месту Старог јакобинског клуба нема капије и, према томе, нема натписа.

## Анализа
Приповетка је студија о утицају терора на приповедача, почевши од уводне реченице, која сугерише да он већ пати од смртне анксиозности („Болестан сам био, смртно болестан од тога дугог мучења”). Међутим, постоји имплицитна иронија у референци на то да судије у црним одорама имају усне „беље но хартија на којој ово пишем”, што показује да је преживео и да пише причу након поменутих догађаја. За разлику од већине Поових дела, прича нема натприродних елемената. „Реализам” приче појачан је Поовим фокусом на истицање осећања: тамница је без ваздуха и неосветљена, приповедач је подвргнут жеђи и гладовању, роје га пацови, клатно оштро као бритва прети да ће га засећи, а зидови који се приближавају су ужарени. Приповедач сечиво доживљава углавном кроз звук док је „сиктало” током замаха.

## Објављивање и пријем
Приповетка је уврштена у Дар: Божићно-новогодишњи поклон из 1843, који је уредила Елајза Лесли, а објавио Carey & Hart. Мало је ревидирана за републикацију у издању новина Broadway Journal од 17. маја 1845. године.
Вилијам Батлер Јејтс је генерално био критичан према Поу, називајући га „вулгарним”. Посебно за „Бунар и клатно” рекао је да му се „не чини да има сталну књижевну вредност било које врсте ... Анализирајте 'Бунар и клатно' и наћи ћете привлачност за нервозним физичким страховима.”